# 太田姫稲荷神社
太田姫稲荷神社（おおたひめいなりじんじゃ）は、東京都千代田区にある神社である。旧社格は村社。

## 歴史
社伝によると、室町時代中期に太田道灌の娘が天然痘（疱瘡）に罹って生死の境をさまよい、京都東一口の一口稲荷神社（いもあらいいなり）が小野篁にまつわる縁起により天然痘に霊験があると聞いた道灌が一口稲荷神社に娘の回復を祈願したところ、天然痘が治癒したという。道灌はこのことに感謝し、長禄元年（1457年）に一口稲荷神社を勧請して旧江戸城内に稲荷神社を築いたとされる。後に城内鬼門に祀られた。
徳川家康の江戸入府後、慶長11年（1606年）に江戸城の改築により、城外鬼門にあたる神田川のほとり（南側・右岸）（現在の東京都千代田区神田駿河台四丁目、後に架けられた聖橋南詰の東側）に遷座した。
明治5年（1872年）、村社に定められ、名も太田姫稲荷神社と改めた。大正12年（1923年）の関東大震災では社殿が焼失、湯島天神に避難したが、昭和3年（1928年）に再建された。昭和6年（1931年）に、御茶ノ水駅の総武線拡張により、現在地に遷座した。淡路坂上の旧社所在地で御茶ノ水駅臨時改札口脇に残された椋の木には元宮を示す木札と神札が貼られている。

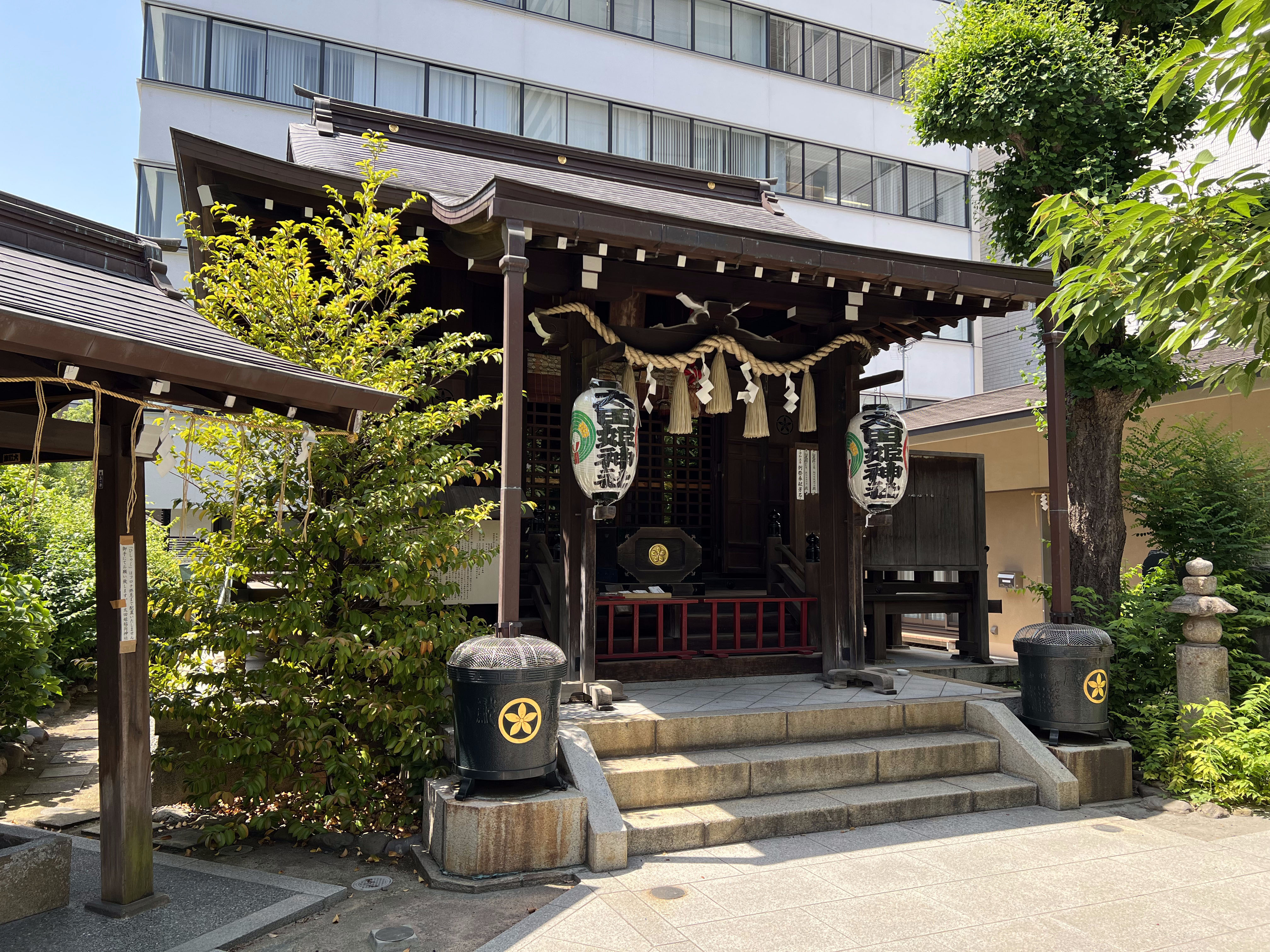
拝殿
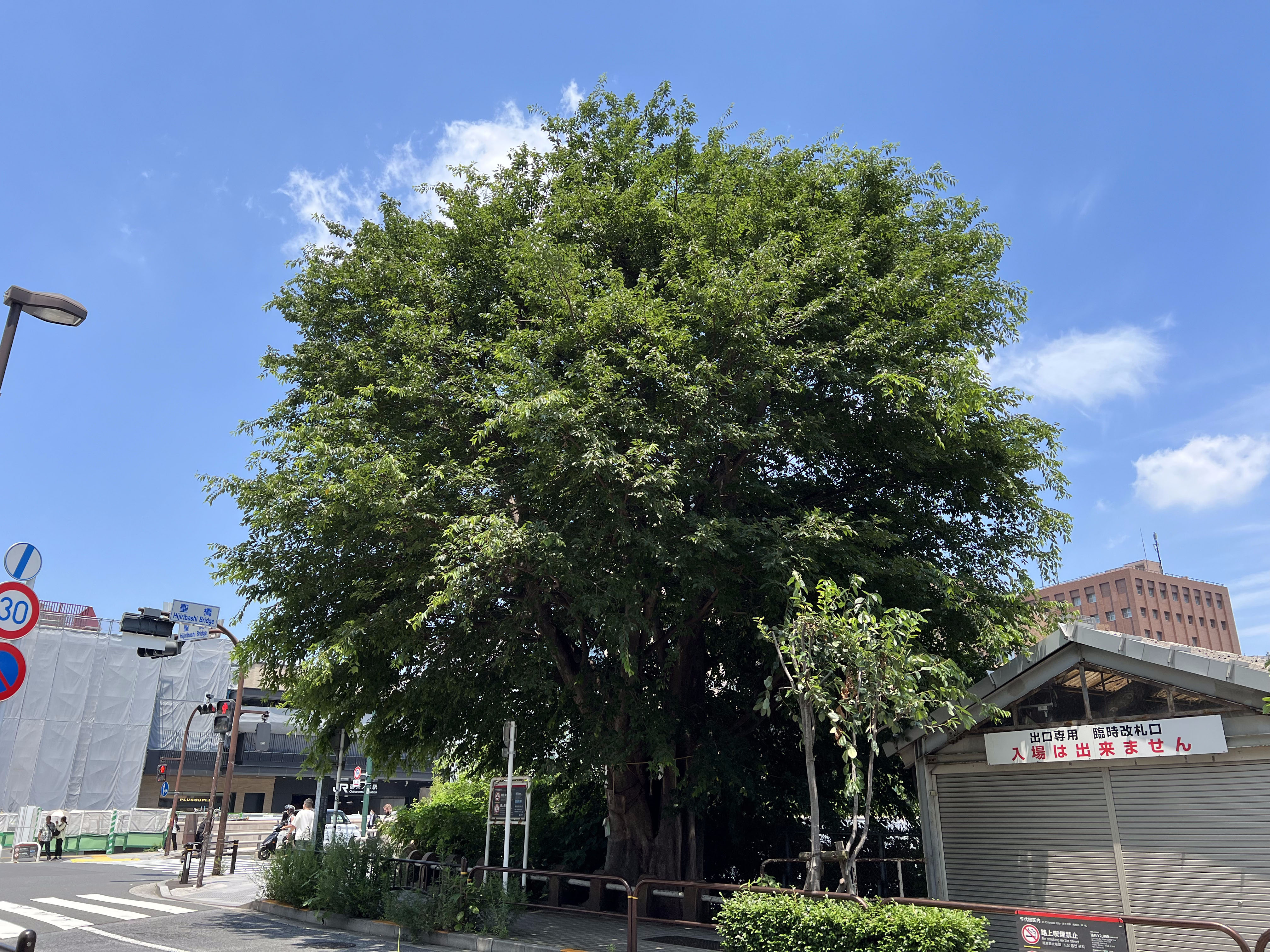
元宮の椋の木

## 氏子地域
- 神田錦町一丁目
- 神田小川町二丁目
- 神田駿河台